# Piña de Esgueva (kommun)
Piña de Esgueva är en kommun i Spanien.   Den ligger i provinsen Provincia de Valladolid och regionen Kastilien och Leon, i den centrala delen av landet, 160 km norr om huvudstaden Madrid. Antalet invånare är 351.